# Liste der Officers des Order of Canada/D
Diese Liste gibt einen Überblick aller Personen, die mit der Auszeichnung Officer of the Order of Canada ausgezeichnet wurden.

## D
1. Dominic D’Alessandro
2. Sophie D’Amours
3. Abdallah Daar
4. Gustavo U. da Roza
5. Michel Dallaire
6. Roméo A. Dallaire
7. James M. C. Daly
8. Thomas Cullen Daly
9. Denis Daneman
10. Charles William Daniel
11. John Daniel (2013)
12. Lucille Danis
13. Lionel Daunais
14. Paul Davenport
15. Douglas Keith Davey
16. Jean F. Davey
17. Kenneth G. Davey
18. Tirone E. David
19. Janet M. Davidson
20. John W. Davies
21. Jean Davignon
22. Richard E. G. Davis
23. Judson Graham Day (2014)
24. Pierre de Bellefeuille
25. John de Beque Farris
26. Adolfo J. de Bold
27. Jacques de Champlain
28. A. John G. D. de Chastelain (1993)
29. Philippe de Gaspé Beaubien
30. J. Gérard De Grace
31. Jean-Marie De Koninck (2014)
32. Marcel de la Sablonnière
33. Dora de Pedery-Hunt
34. Jacques G. de Tonnancour
35. Michaëlle de Verteuil
36. Donald M. Deacon
37. Vianney Décarie
38. Francine Décary (2012)
39. Robert DeCoster
40. Arthur A. DeFehr
41. Michael G. Degroote
42. Walter Perry Deiter
43. Andrew T. Delisle
44. Jean-Claude Delorme
45. Jocelyn Demers
46. Michael Robert Dence
47. David F. Denison (2014)
48. Lloyd A. Dennis
49. Duncan R. Derry
50. Pierre Des Marais II
51. L. Denis Desautels
52. Peter Desbarats
53. Jean-Paul Desbiens
54. Pierre Deslongchamps
55. André Desmarais
56. Jacqueline Desmarais (2013)
57. Paul Desmarais jr. (2004)
58. Paul G. Desmarais (1978)
59. Robert Després
60. Alfred Desrochers
61. Clémence DesRochers (2009)
62. Louis E. Deveau
63. Abel Joseph Diamond
64. Allen Ephraim Diamond
65. Bernard M. Dickens
66. Clennell H. Dickins
67. H. Lovat Dickson
68. Julie Dickson
69. Robert Clark Dickson
70. Donald B. Dingwell
71. Céline Dion
72. Gérard Dion
73. Léon Dion
74. Louis Dionne
75. Levente Diósady
76. Gordon H. Dixon
77. Craig Lawrence Dobbin
78. William A. C. H. Dobson
79. E. Gérard Docquier
80. David A. Dodge
81. William Dodge
82. David Dolphin
83. Pauline Donalda
84. Michael Donovan
85. Léo A. Dorais
86. Roland Doré
87. Hélène Dorion (2010)
88. Henri Dorion
89. James A. Dosman (2010)
90. John Beamish Dossetor
91. Allie Vibert Douglas
92. Shirley Douglas
93. Elizabeth Dowdeswell (2012)
94. James Downey
95. R. Keith Downey
96. Richard J. Doyle
97. Garth Howard Drabinsky
98. Stephen M. Drance
99. Marie-Josée Drouin-Kravis
100. Daniel J. Drucker (2015)
101. Charles Mills Drury
102. Kenneth Wayne (Ken) Dryden (2012)
103. André Dubé
104. Marcel Dubé
105. Angèle Dubeau (2012)
106. Charles L. Dubin
107. René-Daniel Dubois
108. Alain Dubuc (2011)
109. Henry E. Duckworth
110. Louis Dudek
111. Ghislain Dufour
112. Jean-Marie Dufour
113. Lucille Dumont
114. Isobel Moira Dunbar
115. Maxwell John Dunbar
116. J. Stefan Dupré
117. Michel Dupuis
118. René Dussault (2010)
119. Charles Dutoit
120. Peter M. Dwyer
121. Gwynne Dyer (2010)